# ماتسوندانا
ماتسوندانا (به لاتین: Matsondana) یک منطقهٔ مسکونی در ماداگاسکار است که در بفندریانا-نورد واقع شده‌است. ماتسوندانا ۴۰٬۰۰۰ نفر جمعیت دارد و ۹۰۷ متر بالاتر از سطح دریا واقع شده‌است.